# Jean-Philippe Nilor
Jean-Philippe Nilor, né le 15 mai 1965 à Fort-de-France (Martinique), est un homme politique français, ancien membre du Mouvement indépendantiste martiniquais. 
Il est député de la quatrième circonscription de la Martinique élu en 2012 puis réélu en 2017 et 2022. Il est aussi conseiller à l'Assemblée de Martinique depuis 2015 et réélu en 2021.
Le 3 février 2019, il fonde son mouvement politique, Péyi-A dont l'objectif est de « sortir la Martinique de la dépendance ». Il co-préside ce mouvement avec le maire du Prêcheur, Marcellin Nadeau.

## Biographie

### Formation
Jean-Philippe Nilor est titulaire d'un diplôme d'études approfondies (DEA) en aménagement du territoire et en économie du transport. 

### Carrière politique
Il est membre du comité national et porte-parole du Mouvement indépendantiste martiniquais. De 1997 à 2012, il est assistant parlementaire du député Alfred Marie-Jeanne.

#### Mandats électifs
Conseiller municipal d'opposition de la commune de Sainte-Luce de 2001 à 2004, Jean-Philippe Nilor est élu en mars 2004 au conseil régional de la Martinique et réélu en 2010. De 2004 à 2010, il est vice-président de la commission santé, action sociale et logement et secrétaire de la commission développement économique et emploi.
Élu en 2008, conseiller général du canton de Sainte-Luce, Jean-Philippe Nilor est 12e vice-président du conseil général de 2008 à 2011 et président de la commission des textes législatifs et règlementaires. Il est ensuite, du 31 mars 2011 au 18 décembre 2015, membre de la commission permanente en tant qu'assesseur.

#### Député
De 2012 à 2022, il siège au groupe parlementaire de la Gauche démocrate et républicaine (GDR, communiste) ; il est membre de la commission des affaires sociales. En 2013, il vote contre le mariage entre personnes de même sexe en France, comme ses deux collègues martiniquais (Bruno Nestor Azerot et Alfred Marie-Jeanne),.
Il est élu pour la troisième fois en 2022, et siège cette fois au sein du groupe La France insoumise (LFI),. Il est le seul député du groupe à voter le 24 octobre 2022 une motion de censure déposée par le Rassemblement national.
Écarté de la commission d'enquête parlementaire sur la gestion des risques naturels majeurs dans les territoires d’outre-mer en décembre 2023, Jean-Philippe Nilor fait état d'« un arc entre le RN, la droite et les macronistes » et insulte Mansour Kamardine (groupe LR, Mayotte) de « nègre de maison ». La député concerné dénonce « un délit racial » et exige des « excuses publiques »,.
En juin 2024, à la suite de la dissolution de l'Assemblée nationale, il est candidat à sa réélection sous la bannière du Nouveau Front populaire. Lors du premier tour, il finit en tête avec plus de 63,6 1% des voix devant Grégory Roy-Larentry (RN), qui avoisine les 10 %, synonymes de second tour en raison de la faible participation.
En mai 2025, il salue l'ouverture de dialogue entre Manuel Valls, ministre des Outre-mer, et le RPPRAC.

#### Assemblée de Martinique
Le 13 décembre 2015, il est élu conseiller de l'assemblée de Martinique, dont il devient le troisième vice-président de 2015 à 2017 au côté du président Claude Lise.